# Juan Lemmens
Pour les articles homonymes, voir Lemmens.
Juan Lemmens est un homme politique nationaliste belge.

## Biographie
Il a été député bruxellois, élu sur les listes du Front national, de 1995 à 1999. En 1997, il a quitté le FN le trouvant extrémiste. Il a contribué à la naissance du parti Force Nationale en 2004, avec le sénateur Francis Detraux. Il est devenu assistant parlementaire du sénateur Detraux mais a été limogé par le Sénat en 2006 pour se faire passer pour un licencié, où il n'avait suivi que les candidatures.
En 2008, il dissoudra Force nationale pour fonder un nouveau parti : WALLONIE d'abord!.

## Mandats
- 1995-1999 : député bruxellois
- 2006 : conseiller provincial du Brabant-Wallon, avec 900 voix de préférence.